# Serie A playoff 2013-2014 (rugby a 15)
I play-off/play-out della serie A di rugby a 15 2013-14 si tennero dal 18 al 31 maggio 2014 e videro impegnate dieci squadre, poi ridotte a sette, provenienti dai campionati stagionali di serie A1 e serie A2.
Fu l'ultima edizione di campionato in cui si fece ricorso a play-off per la mobilità tra le due serie A1 e A2 e, da queste, verso il campionato d'Eccellenza e di serie B; dalla stagione successiva la serie A fu riunificata in seconda serie nazionale, con promozioni dirette verso l'Eccellenza e retrocessioni verso la serie B.

## Squadre partecipanti

### Play-outsalvezza
1. Firenze 1931 (11ª serie A1)
2. Romagna (12ª serie A1)
3. CUS Genova (8ª serie A2)
4. Amatori Capoterra (9ª serie A2)

### Play-offpromozione
1. L’Aquila (1ª serie A1)
2. Pro Recco (2ª serie A1)
3. Lyons (3ª serie A1)
4. Badia (1ª serie A2)

### Spareggio serie A1-A2
1. Roccia Rubano (10ª serie A1)
2. CUS Torino (2ª serie A2)

## Formula
Per quanto riguarda i play-off:
- la seconda e la terza classificata di serie A1 avrebbero dovuto incontrarsi in gara doppia nella prima semifinale e la vincitrice della serie A1 e quella di A2 avrebbero dovuto incontrarsi nella seconda semifinale, sempre in gara doppia.
- le vincitrici delle due semifinali avrebbero dovuto incontrarsi per il titolo di campione d'Italia di serie A e la promozione in Eccellenza 2013-14[1]

Tuttavia, l'esclusione del Badia dai play-off per irregolarità sull'attività giovanile cambiarono il calendario nel seguente modo:
- la vincente di A1 andò direttamente in finale, e la seconda semifinalista fu la vincente dell'incontro tra la seconda e la terza di serie A1[2].

Relativamente ai play-out:
- le squadre agli ultimi due posti di serie A1 dovettero spareggiare con la terzultima e quartultima della serie A2 per mantenere il posto in A2 ed evitare la retrocessione in serie B;
- lo spareggio tra la seconda di serie A2 e la decima di A1 invece non ebbe luogo a seguito della sopravvenuta delibera di soppressione della serie A2[3].

## Play-out
|  | Play-out          |                   |    |    |    |  |
|  |                   |                   |    |    |    |  |
|  | CUS Genova        | CUS Genova        | 45 | 20 | 65 |  |
|  | Romagna           | Romagna           | 17 | 33 | 50 |  |
|  | Amatori Capoterra | Amatori Capoterra | 20 | 9  | 29 |  |
|  | Firenze 1931      | Firenze 1931      | 20 | 27 | 47 |  |

### Incontri
| Arbitro: | Andrea Soadoni (Padova) |

|                                                                        |      |                       |
| Salerno 6’, 40’, 44’ Garaventa 38’ Barani 52’ Serpico 61’ Pescetto 79’ | mt   | 15’ Medri 80’ Magnani |
| Pescetto 6’, 38’, 40’, 44’, 79’                                        | tr   | 15’, 80’ Marland      |
|                                                                        | c.p. | 28’ Marland           |

| Arbitro: | Stefano Roscini (Milano) |

|                     |      |                                   |
| tecnica 32’ Aru 47’ | mt   | 37’ Difrancescoantonio 80’ Meroni |
| Anversa 32’, 47’    | tr   | 37’, 80’ Menè                     |
| Anversa 5’, 19’     | c.p. | 22’, 60’ Menè                     |

| Arbitro: | Stefano Traversi (Treviso) |

|                                                       |      |                          |
| Cacciagrano 9’, 40’ Marland 27’ Cossu 45’ tecnica 80’ | mt   | 30’ Gregorio 57’ Maccari |
| Marland 27’, 40’, 45’, 80’                            | tr   | 30’, 57’ Pescetto        |
|                                                       | c.p. | 40’, 80+1’ Pescetto      |

| Arbitro: | C. Passacantando (L'Aquila) |

|                                      |      |                      |
| Falleri 10’ Ciampa 31’ 63’, 73’ Rios | mt   |                      |
| Mené 10’, 31’                        | tr   |                      |
| Mené 19’                             | c.p. | 6’, 33’, 40’ Anversa |

## Play-off
|  | Semifinali | Semifinali | Semifinali | Semifinali | Semifinali |  |  | Finale   | Finale   | Finale |  |
|  |            |            |            |            |            |  |  |          |          |        |  |
|  | 3A2        | Lyons      | 39         | 29         | 68         |  |  |          |          |        |  |
|  | 2A2        | Pro Recco  | 24         | 33         | 57         |  |  | Lyons    | Lyons    | 18     |  |
|  |            |            |            |            |            |  |  | L’Aquila | L’Aquila | 28     |  |

### Semifinali
| Arbitro: | Federico Meconi (Roma) |

|                                                              |      |                                                  |
| Barraud 12’, 37’, 82’ Benelli 30’ Gherardi 48’ Missaglia 62’ | mt   | 40'+1’ D'Agostini 41’ Neri 69’ González 77’ Rosa |
| Barraud 30’, 37’, 48’                                        | tr   | 40+1’, 41’ Becerra                               |
| Barraud 5’                                                   | c.p. |                                                  |

| Arbitro: | Filippo Bertelli (Brescia) |

|                                                      |      |                           |
| tecnica 3’ González 53’, 80’ Orlandi 68’ Tassara 79’ | mt   | 10’ Benelli 40’ Albertini |
| Becerra 3’, 53’, 68’, 80’                            | tr   | 10’, 40’ Barraud          |
|                                                      | c.p. | 5’, 46’, 55’, 73’ Barraud |
|                                                      | drop | 20’ Missaglia             |

### Finale
| Arbitro: | Elia Rizzo (Ferrara) |

| |              | |
| Santillo 30’, 47’ Ceccarelli 60’ Bonifazi 78’ | mt           | 55’ Buondonno 75’ Parmigiani |
| Biasuzzi 30’, 47’ Matzeu 60’, 78’ | tr           | 75’ Barraud |
| | c.p.         | 3’, 12’ Barraud |
| · 57’ Biasuzzi · Santillo · Castle · Lorenzetti · 80’ Bonifazi · Matzeu · Forte · 63’ Ceccarelli · Zaffiri (c) · 57’ Di Cicco · Cialone · Caila · 61’ Brandolini · 69’ Cocchiaro · 80’ Milani | Formazioni   | · M. Rossi (c) · Albertin · Mortali 66’ · Gherardi 67’ · Buondonno · Barraud · Alfonsi · Barroni · Sciacca 22’ 31’ · Benelli 72’ · Fornari · Baracchi · Paoletti 21’ · Silvestri · Ferri 63’ |
| · 57’ Brancoli · 57’ Speranza · 61’ Iovenitti · 63’ Lofrese · 69’ Rettagliata · 80’ Colaiuda · 80’ Mattoccia                                                                                  | Sostituzioni | · Cò 22’ 31’ · Parmigiani 63’ · Missaglia 66’ · Bance 72’ · Via 77’ |
| Giovanni Raineri | Allenatori   | Bruno Mozzani |

## Verdetti
- L’Aquila: campione d'Italia serie A, promossa in Eccellenza.
- Amatori Alghero, Benevento, Amatori Capoterra e Romagna retrocesse in Serie B.